# Щеврик вохристий
Щеврик вохристий (Anthus nattereri) — вид горобцеподібних птахів родини плискових (Motacillidae).

## Назва
Вид названо на честь австрійського натураліста Йоганна Наттерера (1787—1843).

## Поширення
Вид поширений на півдні Бразилії, сході Парагваю та півночі Аргентини. З 2004 року фіксується в Уругваї. Мешкає в основному на сухих луках.